# Vindula tenimberensis
Vindula tenimberensis är en fjärilsart som beskrevs av Friedrich Wilhelm Niepelt 1928. Vindula tenimberensis ingår i släktet Vindula och familjen praktfjärilar. Inga underarter finns listade i Catalogue of Life.